# Ilse Kokula

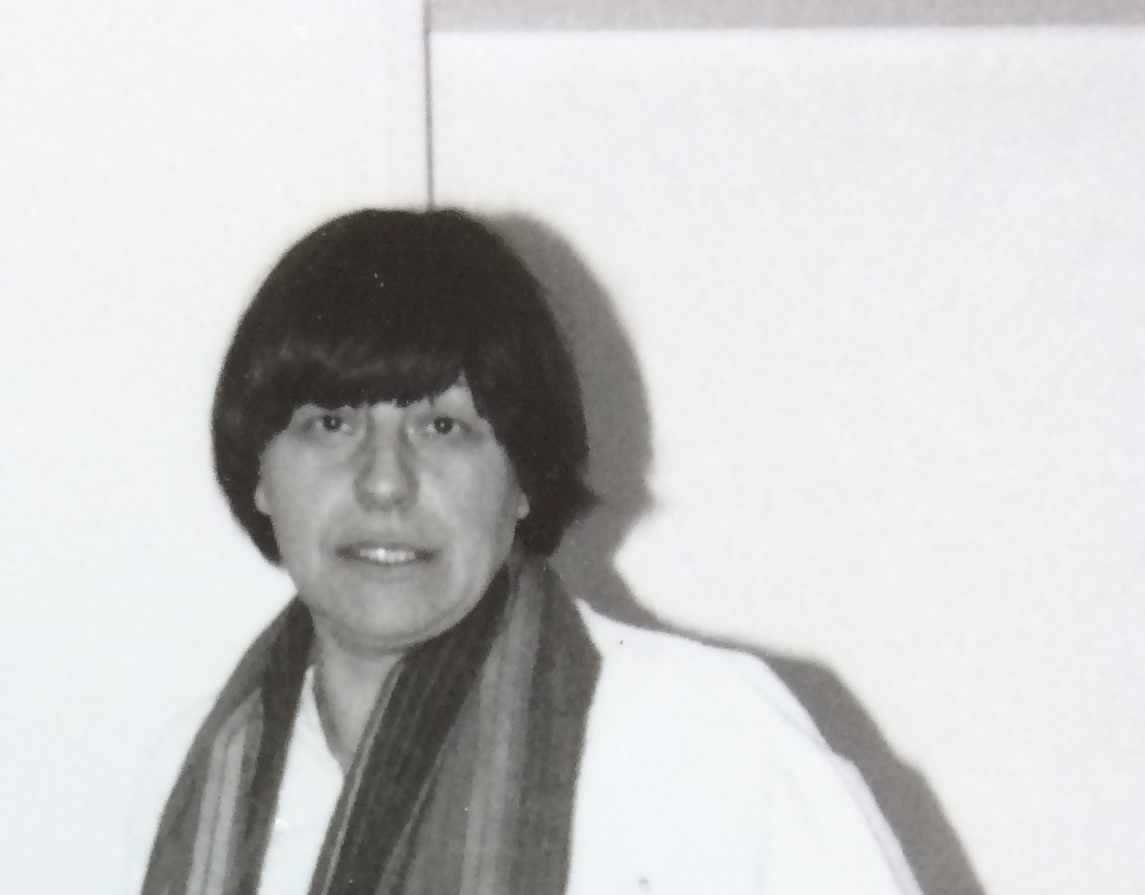
Ilse Kokula (1980)

Ilse Kokula (* 13. Januar 1944 in Sagan, Schlesien) ist eine deutsche Pädagogin, Autorin und LGBT-Aktivistin. Ihre Forschungen zur Geschichte lesbischen Lebens und zur Lesbenbewegung im deutschsprachigen Raum gelten als wegweisend. Kokula ist Trägerin des Bundesverdienstkreuzes.

## Jugend
Ilse Kokula wurde am 13. Januar 1944 in Sagan (Schlesien) als Älteste von 9 Kindern geboren; sie hatte noch sieben jüngere Brüder und eine jüngere Schwester. Ihre Eltern kamen zum Ende des Zweiten Weltkriegs nach Weimersheim in Franken, wo Kokula in einfachen Verhältnissen aufwuchs. Während den Brüdern eine Ausbildung zugebilligt wurde, sollte sie nur Hilfsarbeiterin werden: „Dass ein Mädchen eine Lehre machte, wurde als Verschwendung angesehen.“ Ihre Ausbildung als Köchin musste sich Ilse Kokula erkämpfen: Mit 14 Jahren wurde sie zunächst Küchenhilfe in der Evangelischen Diakonissenanstalt Neuendettelsau und beendete dort 1962 ihre Lehre. Während sie zwei Jahre in diesem Beruf arbeitete, unterstützte eine Diakonissin sie, sodass sie 1964 die mittlere Reife nachholen konnte.

## Studium und nachfolgende Tätigkeiten

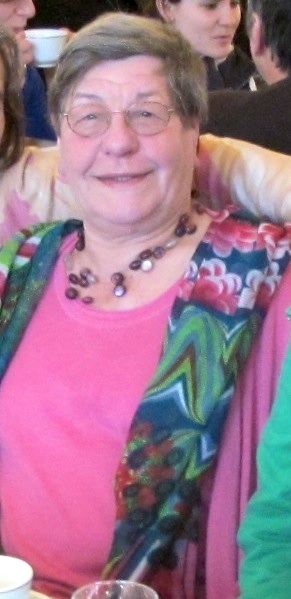
Ilse Kokula im Frauenzentrum Frieda in Berlin (2014)

Von 1964 bis 1968 besuchte sie die Höhere Fachschule für Sozialarbeit in Nürnberg mit anschließendem Berufspraktikum in Berlin. Danach arbeitete sie bis 1970 als Sozialarbeiterin beim Gesundheitsamt in Coburg. Prägend wurde 1970 ein fünfmonatiges Stipendium des ,Cleveland International Programs for Youth Leaders and Social Workers‘ in Cleveland/Ohio, das sie trotz fehlender Englisch-Kenntnisse meisterte: „Ich dachte, wenn du das geschafft hast, kannst du eigentlich alles schaffen.“
Nach einer einjährigen Mitarbeit in einem Gemeinwesenprojekt in München zog sie 1971 nach Berlin und begann zum Wintersemester ein vierjähriges Studium der Erziehungswissenschaften, der Psychologie und der Soziologie an der Pädagogischen Hochschule in Berlin. Neben den Themen Frieden, Anti-Gewalt, Bürgerbeteiligung und Wohnungspolitik rückten bald feministische Fragen wie der Kampf gegen den § 218 in den Fokus.
Parallel wurde sie ab Oktober 1972 in einer der ersten Lesbengruppen in Westdeutschland, der Frauengruppe der Homosexuellen Aktion Westberlin (HAW), später Lesbisches Aktionszentrum (LAZ) genannt, aktiv. Sie nahm an Treffen, wie etwa den Lesbenpfingsttreffen, teil, beteiligte sich an Demonstrationen beispielsweise gegen die Pressehetze im Rahmen des Itzehoe-Prozesses und wirkte 1974 in dem Dokumentarfilm Und wir nehmen uns unser Recht mit, der eine ihrer Äußerungen während des Gruppeninterviews zum Titel nahm. Sie verfasste ihre Diplomarbeit zum LAZ und publizierte diese Arbeit unter dem Pseudonym „Ina Kuckuck“ unter dem Titel „Der Kampf gegen Unterdrückung“ im Verlag Frauenoffensive in München. Damit schrieb sie die erste sozialwissenschaftliche Studie zur neuen Lesbenbewegung in (West-)Deutschland.
Nach ihrem Studienabschluss im Mai 1975 arbeitete sie vier Jahre als Pädagogin, unter anderem im Nachbarschaftsheim Neukölln und für den Deutschen Kinderschutzbund in Berlin. Zudem engagierte sie sich in weiteren Frauen-/ Lesbengruppen, so beispielsweise ab April 1975 in der Redaktion von Unsere Kleine Zeitung der Gruppe L’74 (= Lesbos 74), einer Gruppe von älteren berufstätigen Lesben.
Im Mai 1979 wurde sie als Doktorandin am Fachbereich Soziologie der Universität Bremen angenommen; sie finanzierte sich durch ein Stipendium der Friedrich-Ebert-Stiftung und durch Lehraufträge – vor allem zu frauen- und lesbenhistorischen Themen – an der Pädagogischen Hochschule, der TU Berlin und der FU Berlin. Im Juni 1982 promovierte Ilse Kokula mit einer Arbeit zu Geschichte und Gegenwart der Organisierung von Lesben. Teile ihrer Dissertation wurden in zwei Büchern – „Weibliche Homosexualität um 1900“ und „Formen lesbischer Subkultur“, einmal historisch, einmal gegenwartsbezogen – publiziert, die bis heute zur Grundlagenliteratur der Lesbenforschung gehören. „Ich habe es gelernt, dass es zu Minderheiten gehört, dass man ihnen ihre Geschichte nimmt“, so erläuterte sie rückblickend ihre Motivation. Mit weiteren Forschungsprojekten, Vorträgen und Workshops wie beispielsweise auf der Feministischen Sommeruniversität im Juni 1979 und durch Beteiligungen an zwei historischen Pionierausstellungen 1984 und 1985, darunter der Ausstellung „Eldorado. Homosexuelle Frauen und Männer in Berlin 1850–1950“ 1984 in Berlin.
Ihre Forschungen führten dazu, dass Ilse Kokula von September 1985 bis Februar 1986 erste Gastprofessorin für „soziale Geschichte und Sozialisation von lesbischen Frauen“ auf dem Belle-van Zuylen-Lehrstuhl an der Universität Utrecht wurde. Im Rahmen der Werkgroep Homo studies de vriendin prägte sie auch die niederländische Lesbenforschung nachhaltig.
Nach ihrer Rückkehr nach Berlin 1986 arbeitete Ilse Kokula freiberuflich, so unter anderem von 1987 bis 1989 für das Berliner Frauennetzwerk Goldrausch. Sie hielt zahlreiche Vorträge und ging ihren lesbenhistorischen und -soziologischen Forschungen nach. Die Verknüpfung unterschiedlicher Themen und Methoden waren ihr ebenso wichtig wie die Vernetzung verschiedener Alterskohorten und unterschiedlicher Interessensgruppen: „Ich habe nie das Gefühl gehabt, ich müsste allein die Welt verändern, sondern ich wusste, das können nur mehrere machen.“
Sie führte Zeitzeuginnen-Interviews mit Lesben, die den Nationalsozialismus überlebt hatten, und nutzte zugleich – noch vor der Maueröffnung 1989 – ihre Kontakte nach Osteuropa, um sich von den (oft diskriminierenden) Alltagserfahrungen von Lesben nicht nur aus dem Westen, sondern auch aus dem Osten berichten zu lassen. Auf Tagungen und durch Vorträge weit über Deutschland hinaus stärkte sie ihre Netzwerke, so beispielsweise in die Schweiz, für deren historische Lesbenforschung sie 1991 die Grundlagenstudie "Die Welt gehört uns doch! Zusammenschluss lesbischer Frauen in der Schweiz der 30er Jahre" mitverfasste.
1989 begann sie als Gleichstellungsbeauftragte des neu eingerichteten Referats für gleichgeschlechtliche Lebensweisen des Senats von Berlin zu arbeiten. Bereits zuvor hatte sie sich politisch für LGTIQ*-Belange engagiert, indem sie u. a. in der Gewerkschaft ÖTV ab 1977 eine Lesben- und Schwulengruppe mitaufbaute, die bis heute besteht.
In ihrer Funktion als Gleichstellungsbeauftragte des Referates für gleichgeschlechtliche Lebensweisen des Senates von Berlin in Berlin-West war sie bis 1996 Ansprechpartnerin für die Belange homosexueller Menschen und Gruppen. Mit der Durchführung von Tagungen, deren Ergebnisse in der Reihe „Dokumente lesbisch-schwuler Emanzipation“ publiziert wurden, gab sie der Berliner Antidiskriminierungspolitik wichtige Impulse. Zu den von ihr beförderten Themen gehörten die Erörterung der Situation von Ost-Lesben, die Forderung nach einem Erinnern an die homosexuellen NS-Opfer oder die Diskussion über strukturelle Veränderungen auch in den staatlichen Strukturen. Diese und viele andere Diskussionen wurden in der Reihe „Dokumente lesbisch-schwuler Emanzipation“ des Referats für gleichgeschlechtliche Lebensweisen publiziert. Ihr Spagat zwischen aktivistischer und staatlicher Politik führte jedoch zu Spannungen inner- und außerhalb der Senatsverwaltung. Daher war Ilse Kokula ab 1996 dort nur noch im Bereich des Jugendschutzes tätig.
Ilse Kokula hat engagiert in der Frauen- und Lesbenbewegung mitgearbeitet (u. a. als Gründungsstifterin der Stiftung Archiv der deutschen Frauenbewegung). Als Lesbenforscherin und Emanzipationskämpferin die Funktion einer Gleichstellungsbeauftragten in der Verwaltung wahrzunehmen, das ergab ein Spannungsfeld inner- und außerhalb der Institutionen und Beteiligten. Nach sieben Jahren verließ Ilse Kokula diese Stelle und verlegte ihr Wirkungsfeld in den Bereich des Jugendschutzes. Seit ihrer Pensionierung 2004 ist sie in ehrenamtlicher Funktion im Berliner Frieda-Frauenzentrum tätig, wo sie immer wieder Vorträge und Diskussionen zu verschiedensten Aspekten lesbischen Lebens veranstaltete.
Im Mai 2020 schloss Ilse Kokula mit dem Spinnboden e.V. einen Schenkungsvertrag für ihren Vorlass ab. Zuvor war ihre Wohnung im Frühjahr zum Teil von einem Feuer zerstört worden; ihr und den unzähligen Dokumenten passierte nichts. Der Vorlass besteht aus zeithistorischen Dokumenten und Materialien und umfasst einen Gesamtzeitraum von etwa 1965 bis 2020.

## Auszeichnungen
Am 18. Februar 2007 wurde ihr im Namen des Bundespräsidenten durch die Staatssekretärin Almuth Hartwig-Tiedt das Bundesverdienstkreuz am Bande verliehen. Zur Begründung hieß es: „Dr. Ilse Kokula hat mit ihrem außerordentlichen, von Courage, Wissensdrang und Beharrlichkeit getragenen Engagement wesentlich zur Emanzipation von Lesben und Schwulen und zur Entwicklung einer toleranten und offenen Gesellschaft beigetragen.“
Am 2. Juli 2018 erhielt Ilse Kokula als erste Preisträgerin den vom Berliner Senat ausgelobten, mit 3000 Euro dotierten Preis für mehr Sichtbarkeit lesbischen Lebens. Laudatorin war die Journalistin und Autorin Stephanie Kuhnen.

## Werke
- Der Kampf gegen Unterdrückung. Frauenoffensive, München 1975. (unter dem Pseudonym: Ina Kuckuck)
- Weibliche Homosexualität um 1900 in zeitgenössischen Dokumenten. Frauenoffensive, München 1981.
- Formen lesbischer Subkultur. Rosa Winkel Verlag, Berlin 1983.
- Jahre des Glücks, Jahre des Leids – Gespräche mit älteren lesbischen Frauen. Frühlings Erwachen, Kiel 1986.
- Wir leiden nicht mehr, sondern sind gelitten! Lesbisch leben in Deutschland. Kiepenheuer und Witsch, Köln 1987.
- Mit Ulrike Böhmer: Die Welt gehört uns doch! Zusammenschluss lesbischer Frauen in der Schweiz der 30er Jahre. eFeF-Verlag, Zürich/Bern 1991. ISBN 3-905493-17-9.
- Manfred Baumgardt, Ralf Dose, Manfred Herzer, Hans-Günter Klein, Ilse Kokula, Gesa Lindemann: Magnus Hirschfeld – Leben und Werk. Ausstellungskatalog. Westberlin: rosa Winkel, 1985 (Schriftenreihe der Magnus-Hirschfeld-Gesellschaft 3)
  - 2. erw. Aufl. Mit einem Nachwort von Ralf Dose. Hamburg: von Bockel, 1992. (Schriftenreihe der Magnus-Hirschfeld-Gesellschaft 6)

## Redaktorentätigkeit
Als Redaktorin folgender Publikationen der Reihe "Dokumente lesbisch-schwuler Emanzipation" wurden von ihr veröffentlicht:
- Wie aufgeklärt ist die Verwaltung? Senatsverwaltung für Schule, Jugend und Sport, Fachbereich für Gleichgeschlechtliche Lebensweisen, Berlin 1996.
- Der homosexuellen NS-Opfer gedenken. 1. Aufl. Senatsverwaltung für Jugend und Familie, Fachbereich für Gleichgeschlechtliche Lebensweisen Berlin 1995.
- Lesben, Schwule, Partnerschaften. 1. Aufl. Senatsverwaltung für Jugend und Familie, Referat für Gleichgeschlechtliche Lebensweisen Berlin 1994.
- Aspekte lesbischer und schwuler Emanzipation in Kommunalverwaltungen. Senatsverwaltung für Frauen, Jugend und Familie Berlin 1991.
- Geschichte und Perspektiven von Lesben und Schwulen in den neuen Bundesländern. Senatsverwaltung für Jugend und Familie Berlin 1991.

## Filme
- Ilse Kokula, Pionierin der Lesbenforschung. Film von Madeleine Marti, erstellt zu Ilse Kokulas 75. Geburtstag im Januar 2019,